# Jan-Erik Roos
Jan-Erik Ingvar Roos, född 16 oktober 1935, död 15 december 2017 i Uppsala, var en svensk matematiker.
Jan-Erik Roos var professor i matematik vid Stockholms universitet. Han blev 1981 ledamot av Vetenskapsakademien. Roos studerade för Alexander Grothendieck i Paris och arbetade med frågeställningar inom homologisk algebra. Bland annat studerade han härledda funktorer till lim-funktorn. Senare i sin karriär intresserade han sig för betydligt mer konkreta problem inom algebran, och gjorde bland annat omfattande datoralgebraiska studier av poincaréserier och deras rationalitet. Roos är en av mycket få i Sverige som fått en professur inom ett traditionellt akademiskt ämne utan att ha doktorerat. Han är begravd på Uppsala gamla kyrkogård.